# Micropera obtusa
Micropera obtusa är en orkidéart som först beskrevs av John Lindley, och fick sitt nu gällande namn av Tang och Fa Tsuan Wang. Micropera obtusa ingår i släktet Micropera och familjen orkidéer. Inga underarter finns listade i Catalogue of Life.